# 1668
1668 (MDCLXVIII) var ett skottår som började en söndag i den gregorianska kalendern och ett skottår som började en onsdag i den julianska kalendern.

## Händelser

### Januari
- 28 januari – Lunds universitet invigs och börjar sin verksamhet.[1]
- Januari – Sverige, Nederländerna och England ingår en trippelallians mot Frankrike.

### Maj
- 2 maj – Freden i Aachen avslutar Devolutionskriget.

### Augusti
- Augusti – Varberg drabbas av en stadsbrand.[2]

### September
- 3 september – Västerås drabbas av en stadsbrand.[2]
- 17 september – Den svenska Riksens ständers bank, världens äldsta ännu existerande riksbank, grundas. Den är underställd ständernas kontroll och blir kreditgivare till svenska staten.
- 29 september – England gör anspråk på Hudsonvikens stränder, som Ruperts land.[3]

### December
- 10 december – Gävle gymnasium grundas.[4]

### Okänt datum
- Den första och äldsta studentnationen, Östgöta nation, Lund bildas.
- Isaac Newton bygger det första spegelteleskopet.[5][6]
- Sveriges före detta drottning Kristina försöker tillskansa sig Polens krona men misslyckas varefter hon återvänder till Rom.
- Blå boken riktar kritik mot Magnus Gabriel De la Gardies finanspolitik och yrkar på reduktion. Valet av hans släkting Seved Bååt till riksskattmästare försvårar dock detta.
- På riksdagen utvidgas striden mellan adeln och övriga stånd till att även gälla försvenskningen av Skånelandskapen. Adelns försvenskningsförsök hänger nämligen samman med en ambition att öka frälsets privilegier. Adelsmännen vill bland annat införa gårdsrätt, rätten att döma och bestraffa sina egna tjänare, vilket ståndsbönderna i Skåne har rätt till.
- Med startpunkt i Älvdalen i norra Dalarna inleds en kort men intensiv period av svenska trolldomsprocesser, kallad Det stora oväsendet.
- Målaren David Klöcker (senare adlad som Ehrenstrahl) utför utsmyckningen av Hedvig Eleonoras paradsängkammare.

## Födda
- 9 juni – Alessandro Specchi, italiensk arkitekt.
- 30 oktober - Sofia Charlotta av Hannover, kurfurstinna av Brandenburg.
- 10 november – François Couperin, fransk kompositör.
- 14 november – Johann Lukas von Hildebrandt, österrikisk arkitekt.
- 15 november – Göran Josuæ Adelcrantz, svensk arkitekt.
- 31 december – Hermann Boerhaave, nederländsk botanist, kemist och läkare.

## Avlidna
- 17 januari – Axel Lewenhaupt, svensk ämbetsman och militär.
- 11 december – Marquise-Thérèse de Gorla, fransk skådespelare.
- Fang Weiyi, kinesisk diktare, kalligrafiker, målare och literaturhistoriker.

### Fotnoter
1. ↑  ”Det hände i dag”. http://webnews.textalk.com/se/calendar.php?id=9747&type=month&ds=20110128&list=true.
2. 1 2  ”Värmlands brandhistoriska klubb”. Arkiverad från originalet den 12 oktober 2011. https://www.webcitation.org/62NB7kO36?url=http://www.brandhistoriska.org/olyckor_se.html. Läst 25 mars 2011.
3. ↑  ”World Statesmen (läst 3 april 2011)”. http://www.worldstatesmen.org/Canada_Provinces_A-O.html#Northwest.
4. ↑  ”Det hände i dag – 10 december”. http://webnews.textalk.com/se/calendar.php?id=9747&type=month&ds=20101210&list=true.
5. ↑  Isaac Newton: adventurer in thought, av Alfred Rupert Hall, sida 67
6. ↑  Så funkar universum, James Muirden